# مایکروسافت لومیا ۶۴۰
مایکروسافت لومیا ۶۴۰ گوشی هوشمند ویندوزفونی است که توسط شرکت مایکروسافت عرضه شده‌است. این گوش در تاریخ ۲ مارس سال ۲۰۱۵ همراه با گوشی لومیا ۶۴۰ ایکس ال روانهٔ بازار شد، این تلفن جانشین گوشی لومیا ۶۳۰ می‌باشد. این گوشی به رنگ‌های سفید نارنجی سیاه و فیروزه‌ای در بازارها عرضه شد.

## عرضه و در دسترس بودن
لومیا ۶۴۰ و ۶۴۰ ایکس ال در رویداد مایکروسافت در کنگره جهانی موبایل در بارسلونای اسپانیا پرده برداری شد شرکت مایکروسافت از این دو گوشی به‌عنوان گوشی‌های هوشمند به صرفه یاد کرد.